# El Hadaik
El Hadaik (em árabe: لحدائق) é uma comuna localizada na província de Skikda, Argélia. De acordo com o censo de 2008, a população total da cidade era de 18 002 habitantes.